# موسى سعيد
موسى سعيد هو عداء سريع إثيوبي، ولد في 2 أكتوبر 1938.

## وصلات خارجية
- موسى سعيد على موقع أوليمبيديا (الإنجليزية)